# カットノン原子力発電所
カットノン原子力発電所（カットノンげんしりょくはつでんしょ、フランス語：Centrale nucléaire de Cattenom）は、フランス共和国モゼル県カットノン（fr:Cattenom）近傍に所在する原子力発電所。施設はモーゼル川の西にあり、ティオンヴィルから北東へ5km、ルクセンブルクのシェンゲンとドイツのペルルから10kmに位置している。

## 概要
1978年、レイモン・バール首相はカットノンに原子力発電所を建設する決定をする。この決定については近隣諸国、特にルクセンブルクが反対した。1979年から建設が始まり、1991年に完工した。発電所の敷地はかつてマジノ線の一角であったカットノン森一帯の防衛を担当していた第168歩兵連隊の兵営であった。
カットノン原子力発電所は1300MW級の加圧水型原子炉4基で構成されている。カットノン原子力発電所は敷地内原子炉総数の換算では世界第7位の規模であり、フランス第一の規模であるグラヴリーヌ原子力発電所に続きフランス第二の原子力発電所となっている。2010年度には年35億kWhの電力を生産し、フランス電力の総発電量の8％に相当している。過去には2005年度に38.2億kWhを生産している。所内には約1,200人が就業しており、原子炉10年検査中は更に約1,000人が追加される。
1986年10月10日、反原子力団体である「ロバン・デ・ボア（Robin des bois。フランス系）」と「ロビンウッド（Robinwood、ドイツ系）」の活動家9人が建設中であった冷却塔に登る。
2003年の欧州熱波では8月12日から9月30日までモーゼル川への冷却水の排水温度について、温度管理の放棄を正式に認められるが、実際にはこの免除を使用することはなかった。
カットノン原子力発電所は地震に対して脆弱であるとされるも、2010年10月に出た改正地震ハザードマップでも危険性はレベル1の範囲内にあった。
2010年10月7日、フランス電力は建造から40年を超える原子炉の、特に技術的障壁についての野心的な運営を発表する。これで2016年から2022年の間まで延命できる関係書類の準備を正式に開始する。20年間で24億ユーロの設備投資は制御室、発電機および蒸気発生器の近代化のために用いられる。放射性物質を含んだ棒体や原子炉建屋および原子炉格納容器などの完全健全性に関わる分野については影響を受けない。この計画でカットノンでの延命作業はフランス電力が運用する40年を超える他の1,300万kW級加圧水型原子炉のモデルケースとなる。
福島第一原子力発電所事故後の3月25日、カットノン原子力発電所から半径25km以内にあるルクセンブルクの36市町村と、25km圏外にあるいくつかの市町村は団結して発電所の停止を求める。9月中旬、フランス電力は福島での事故を踏まえ原子力安全当局に対しストレステストの結果を報告した。当該発電所の堅牢性を確保するため、全原子炉にはディーゼル補助発電機を備え、冷却水の供給を強化し、非常事態に備えるため非常用資器材を運用できる原子力迅速対応隊（Force d'Action Rapide du Nucléaire 、FARN）の編成を急ぐとした。これについては原子力安全局（ASN）や放射線防護原子力安全研究所（IRSN）の意見を参考にして、他の7カ国の欧州諸国の確認により、欧州理事会で決定される。
2011年11月には国際原子力機関から15人の検査官が供給態勢について検査している。検査終了後の12月1日の記者会見でカットノン原子力発電所の運用安全性は保証されているとし、4つの慣行、4つの勧告を推奨する。
2012年2月以降、欠陥建築が明らかとなる。修正箇所は燃料貯蔵プール2ヶ所、2号炉と3号炉を接続する配管で作業が実施される。この事件は原子力安全局により国際原子力事象評価尺度レベル2と判断された。4基の原子炉の内、1基の欠陥によって発生する潜在的リスクがプールの水位低下を招きかねないとして、2012年2月6日にレベル2に分類される。30年間放置されてきたこの欠陥は原子炉10年検査では検出されなかった。

### 原子炉の特性
各原子炉の特性は以下のとおり。冷却水についてはモーゼル川から取水しているが、原子炉施設は川からは4キロメートル程内陸に立地している。発電所の建設中にフランス電力は冷却水用貯水池であるミルゲンバック人造湖（fr:Lac du Mirgenbach）を発電所東そばに造成した。また、1985年には貯水池の枯渇に備え冷却水確保に万全を期すため、南東に100キロメートルほど離れたヴォージュ山脈にあるピエール＝ペルセ（fr:Pierre-Percée）の谷にダムを建設しピエール＝ペルセ湖（fr:Lac de Pierre-Percée）が造成される。2011年2月にモーゼル川から取水するポンプのコンクリート土台に亀裂が発生していることが明らかとなる。この異常は国際原子力事象評価尺度でレベル1に相当し、地震発生時のポンプ強度に疑問がもたれる。
| 原子炉名   | 格納容器形式 （原子炉形式） | 容量（MW）        | 容量（MW）      | 容量（MW）      | 運用者       | 建造者     | 建設開始   | 送電網接続運転開始 | 営業運転開始 | 原子炉の運転終了 |
| 原子炉名   | 格納容器形式 （原子炉形式） | 炉心熱出力（MWt） | 定格出力（MWe） | 平均出力（MWe） | 運用者       | 建造者     | 建設開始   | 送電網接続運転開始 | 営業運転開始 | 原子炉の運転終了 |
| ---------- | --------------------------- | ----------------- | --------------- | --------------- | ------------ | ---------- | ---------- | ------------------ | ------------ | ---------------- |
| Cattenom-1 | P'4 REP 1300 (PWR)          | 3817              | 1362            | 1310            | フランス電力 | フラマトム | 1979年10月 | 1986年11月         | 1987年4月    |                  |
| Cattenom-2 | P'4 REP 1300 (PWR)          | 3817              | 1362            | 1310            | フランス電力 | フラマトム | 1980年7月  | 1987年9月          | 1988年2月    |                  |
| Cattenom-3 | P'4 REP 1300 (PWR)          | 3817              | 1362            | 1310            | フランス電力 | フラマトム | 1982年6月  | 1990年7月          | 1991年2月    |                  |
| Cattenom-4 | P'4 REP 1300 (PWR)          | 3817              | 1362            | 1310            | フランス電力 | フラマトム | 1983年9月  | 1991年5月          | 1992年3月    |                  |

## 外部からの侵入
2017年10月12日 - グリーンピース (NGO)の活動家15人が発電所敷地内に侵入。警備の不備をアピールする意味で、建物屋上に上り花火を打ち上げた。